# Rikskommissariatet Belgien-Nordfrankrike
Rikskommissariatet Belgien-Nordfrankrike (tyska: Reichskommissariat Belgien-Nordfrankreich, eller Reichskommissariat für die besetzte Gebiete von Belgien und Nordfrankreich) var en av Nazityskland inrättad civilförvaltning (Zivilverwaltung) som juli–september 1944, under andra världskriget, representerade den tyska ockupationsmakten i största delen av Belgien, frånsett Eupen-Malmedy som Tyskland redan ansåg sig ha annekterat, och en nordlig del av Frankrike, regionen Nord-Pas-de-Calais.
Detta Rikskommissariat var tänkt att delas in i två Reichsgaue: Reichsgau Flandern och Reichsgau Wallonien, det vill säga annekteras som nya områden inom Tyska riket.
Rikskommissariatet inrättades den 13 juli 1944, genom Hitlers "Erlaß des Führers über die Errichtung einer Zivilverwaltung in den besetzten Gebieten von Belgien und Nordfrankreich vom 13. Juli 1944". Det ersatte därmed en tidigare militärregering, "Militärförvaltningen i Belgien och norra Frankrike", etablerad i samma territorium 1940. Wehrmacht-truppernas befäl i området var Martin Grase (13 juli – 16 september 1944).
Den 18 juli 1944 utsågs Josef Grohé, då Gauleiter i Gau Köln-Aachen, till rikskommissarie för territoriet.
Det mesta av området ifråga befriades av de allierade i september 1944, några månader efter landstigningen i Normandie. 
Även om de inte längre hade kontroll över territoriet, förklarade Nazityskland i efterhand området annekterat till Tyska riket, i form av Reichsgau Flandern, Reichsgau Wallonien och därtill det separata Distrikt Brüssel.